# Onthophilus nodatus
Onthophilus nodatus är en skalbaggsart som beskrevs av J. E. Leconte 1844. Onthophilus nodatus ingår i släktet Onthophilus och familjen stumpbaggar. Inga underarter finns listade i Catalogue of Life.